# Голь, Януш
Я́нуш Кшиштоф Голь (пол. Janusz Krzysztof Gol; род. 11 ноября 1985, Свидница, Валбжихское воеводство) — польский футболист, полузащитник клуба «Арка (Гдыня)». Выступал за сборную Польши.

## Карьера

### Клуб
Карьеру начинал в местном клубе «Спарта» (Свидница). В июле 2008 год перешёл в «Белхатув». В чемпионате Польши дебютировал 8 августа 2008 года в матче против «Леха». В конце феврале 2011 года подписал контракт с «Легией» из Варшавы на три с половины года. 25 августа 2011 года в Москве в отборочном матче Лиги Европы с московским «Спартаком» забил гол на 90+1 минуте, сделал счёт 3:2 и обеспечил «Легии» участие в Лиге Европы по итогам двух матчей. Через четыре дня, 29 августа в матче с «Лодзью» забил свой первый гол в чемпионате. 7 июля 2013 года подписал двухгодичный контракт с пермским «Амкаром». Продлил контракт с «Амкаром» по схеме «2+1» летом 2015 года.
Летом 2018 года в связи с расформированием «Амкара» стал свободным агентом.
Осенью 2018 года Януш Голь вернулся в Польшу, где подписал контракт с футбольным клубом «Краковия ».
В августе 2020 года Голь подписал двухлетний контракт с румынским «Динамо Бухарест».

## Сборная
Входил в состав сборной Польши с 2010 по 2012 год. Первый официальный матч сыграл 6 февраля против сборной Молдовы.

## Достижения
- Чемпион Польши: 2012/13
- Обладатель Кубка Польши: 2011/12, 2012/13

## Список матчей за сборную
| Матчи Голя за сборную Польшу | Матчи Голя за сборную Польшу | Матчи Голя за сборную Польшу | Матчи Голя за сборную Польшу | Матчи Голя за сборную Польшу | Матчи Голя за сборную Польшу | Матчи Голя за сборную Польшу |
| ---------------------------- | ---------------------------- | ---------------------------- | ---------------------------- | ---------------------------- | ---------------------------- | ---------------------------- |
| №                            | Дата                         | Место проведения             | Оппонент                     | Счёт                         | Голы Голя                    | Соревнование                 |
| 1                            | 20 января 2010               | Накхонратчасима              | Таиланд                      | 3:1                          | —                            | Кубок Короля Таиланда 2010   |
| 2                            | 23 января 2010               | Накхонратчасима              | Сингапур                     | 6:1                          | —                            | Кубок Короля Таиланда 2010   |
| 3                            | 6 февраля 2011               | Вила-Реал-ди-Санту-Антониу   | Молдова                      | 1:0                          | —                            | Товарищеский матч            |
| 5                            | 9 февраля 2011               | Фару                         | Норвегия                     | 1:0                          | —                            | Товарищеский матч            |
| 4                            | 2 сентября 2011              | Варшава                      | Мексика                      | 1:1                          | —                            | Товарищеский матч            |
| 6                            | 11 октября 2011              | Висбаден                     | Беларусь                     | 2:0                          | —                            | Товарищеский матч            |
| 7                            | 15 ноября 2011               | Познань                      | Венгрия                      | 2:1                          | —                            | Товарищеский матч            |
| 8                            | 15 августа 2012              | Таллин                       | Эстония                      | 0:1                          | —                            | Товарищеский матч            |